# Руски (булевард в Пловдив)
Руски е един от най-красивите и натоварени булеварди на град Пловдив. Той е централен булевард, който започва от площад „Централна гара“ на юг и завърша при моста на „Герджика“ на север, чрез който се свързва с булевард „Победа“ в район „Северен“.

## История
След Чирпанското земетресение с помощите на стотици дарители от цял свят, Дирекция за подпомагане и възстановяване земетръсната област 1928 година (ДИПОЗЕ) отделя парите за построяване на нов мост в Пловдив. Строежът на моста започва на 23 ноември 1930 г. Целта на построяване на моста е да поеме движението от Централна гара до гара Филипово и затова е решено да го изградят по булевард „Цар Освободител“ (днес „Руски“).
По същото време през 1929 г. започва и оформянето на бул. „Цар Освободител“. През пролетта на 1931 г. по протежение на тротоарите са засадени 600 чинара.
Бул. „Руски“ е обявен за паметник на градинско–парковото изкуство през 1992 г. От 1993 г. булевардът е в режим на опазване на исторически зелени площи в район „Централен“ на града.

## Характеристики
Булевардът е дълъг 1200 м и широк 30 м. При него се прилага една новост в градоустройството на Пловдив. Булевардът е разпределен по следния начин: от двете му страни след бордюрите на тротоарите следват два пътя с широчина по 5,50 м за моторни превозни средства за движение само в една посока; по средата на двете платна е алеята за пешеходци – за разходки и за почивка. Алеята е широка 13, 50 м. След изпълнение на проект по изграждане на велоалеи на територията на града алеята се превръща в споделена за пешеходци и велосипедисти като пешеходците се придвижват от западната страна, съответно велосипедистите от източната.
Озеленяването на бул. „Руски“ е от голямо значение за града, тъй като се създава линейна връзка между два обекта от зелената система на район „Централен“ – „Цар Симеонова градина“ и „Хълм на Освободителите“.